# Deanna Troi
Deanna Troi és un personatge principal de la sèrie de televisió de ciència-ficció Star Trek: La nova generació i de les sèries i pel·lícules relacionades amb Star Trek, interpretada per l'actriu anglesa Marina Sirtis. Troi és meitat humana, meitat Betazoide, i té la capacitat psiònica de sentir les emocions. Serveix com a consellera del vaixell a l'USS Enterprise-D. Durant la major part de la sèrie, té el rang de tinent comandant. A la setena temporada, Troi aprova amb èxit l'examen d'oficial de pont, aconseguint un ascens al rang de comandant mentre manté el seu paper de consellera.
Troi apareix a les quatre pel·lícules de "La nova generació" i també va fer aparicions com a convidada a "Voyager", "Enterprise", "Picard" i "Lower Decks".
Els seus interessos romàntics, la seva família i la seva vida personal són elements argumentals en molts episodis de "Star Trek: The Next Generation".

## Representació
Deanna Troi va néixer el 29 de març de 2336, prop del llac El-Nar, Betazed. Els pares de Troi són l'ambaixadora betazoide  Lwaxana Troi (interpretada per Majel Barrett) i el difunt oficial humà de la Flota Estel·lar, el tinent Ian Andrew Troi (interpretada per Amick Byram). Una germana gran, Kestra, va morir en un accident d'ofegament durant la infància de Troi. Tot i que Deanna Troi té poca exposició a la cultura terrestre, va assistir a l'Acadèmia de la Flota Estel·lar del 2355 al 2359, així com a la Universitat de Betazed, i va obtenir un títol avançat en psicologia. Com a part de la cultura aristocràtica betazoide, Deanna, com la seva mare, és una filla de la Cinquena Casa.
Deanna Troi serveix com a assessora de Psicoteràpia a bord de les naus estel·lars de la Flota Estel·lar USS Enterprise (NCC-1701-D) i Enterprise-E sota el comandament del capità Jean-Luc Picard. A Star Trek: Nemesis, Troi deixa lEnterprise amb el seu marit, William Riker, que acaba de ser ascendit a capità de l'USS Titan.
Les habilitats empàtiques de Troi resulten clau per a les sèries principals, i altres àrees populars són les seves relacions i la seva sexualitat. A "El nen", dóna a llum un fill alienígena.
La raça betazoide té habilitats telepàtiques. A causa de la seva herència mig humana, la Troi només té habilitats telepàtiques parcials i, com a resultat, és més aviat una empàtica amb clarividència. A Star Trek: Nemesis, Troi ha ampliat les seves habilitats empàtiques; és capaç de connectar-se amb un altre psíquic i seguir aquest vincle empàtic fins a la seva font. En aquest cas, la seva habilitat permet a l' "Enterprise"-E atacar i colpejar la nau romulana "Scimitar", tot i que està camuflada. També és capaç de comunicar-se telepàticament amb la seva mare i altres betazoides o races telepàtiques amb prou aptitud. Diverses espècies són resistents a la telepatia i l'empatia dels betazoides, com ara els ferengi, els breen i els ulians.
Al principi de la sèrie, la Troi es troba treballant amb un examant, el nou primer oficial de l'"USS Enterprise", el comandant William Riker. A la primera temporada, coneix un possible cònjuge a "Refugi". En episodis posteriors, Troi té relacions romàntiques amb diverses altres persones, inclosa una breu relació amb l'oficial de la Flota Estel·lar klíngon tinent Worf. Una exploració important de la seva relació comença amb "Paral·leles", en què Worf es troba amb universos paral·lels on estan casats i tenen fills. Un altre episodi que explora una relació Troi-Worf és "L'ull de l'observador". Tanmateix, en ambdós casos, no es revela que surtin a bord de la nau "real", tot i que ambdós episodis estan orientats a explorar aquest concepte. A "Totes les coses bones...", s'exploren breument els inicis d'una relació al món real, tot i que això s'abandona bruscament quan Worf explora altres interessos amorosos a Star Trek: Deep Space Nine, i la relació romàntica de Troi amb Riker es reactiva a través de les pel·lícules de La nova generació .
Com a membre principal del repartiment, Troi apareix a gairebé tots els episodis de "TNG", tot i que alguns episodis, començant per "El nen", la presenten com a protagonista principal. El seu nom s'inclou al títol de la sèrie "Ménage à Troi", que està orientat a una aventura que ella i la seva mare tenen (a més de Data i Q, aquest és un dels pocs casos en què el nom d'un personatge apareix al títol de l'episodi). Altres episodis principalment sobre Troi són: "La cara de l'enemic", "Un home del poble", "Violacions" i "Terrors nocturns". L'episodi de la setena temporada "Sigueu vos mateix" tracta dels intents de Troi per aprovar l'examen d'oficial de pont; ho aconsegueix després de diversos intents i és ascendida a Comandant.
Els seus companys oficials s'adrecen a ella de diverses maneres. El capità Picard l'anomena "Consellera", però quan està preocupat per ella o en emergències, l'anomena "Deanna". Picard també es refereix a ella com a "Comandant" a l'episodi pilot, "Trobada a Farpoint", cosa que és coherent amb els rangs del seu uniforme. A l'episodi pilot, Riker s'adreça a ella com a "Tinent" només una vegada; no torna a referir-se al seu rang de servei durant diverses temporades. La Doctora Crusher (una de les seves amigues més destacades) normalment l'anomena "Troi". Data poques vegades utilitza el seu nom, preferint anomenar-la "Consellera Troi". Depenent de la situació, el comandant Riker l'anomena "Deanna" o "Imzadi", que significa "estimada" en la llengua betazoide.
En diversos episodis, Troi és víctima d'extraterrestres. En un episodi de la quarta temporada ("Pistes"), la tripulació de l'"Enterprise" perd la memòria d'un dia. Una entitat pren el control de Troi per comunicar-se amb la tripulació a mesura que els esdeveniments es desenvolupen. Ella guanya temporalment força "sobrehumana" i llança Worf a través del pont sense esforç, trencant-li el canell. A l'episodi de la cinquena temporada, "Violacions", l'"Enterprise" es troba amb una espècie alienígena que és telepàtica i s'especialitza en poder recuperar records perduts. Un dels extraterrestres agredeix mentalment la Deanna i també intenta agredir-la físicament als seus allotjaments. Worf i un dels seus equips de seguretat la salven. A la pel·lícula "Star Trek: Nemesis", el virrei telepàtic de Shinzon viola la seva integritat mental. Aquesta violació es produeix als seus allotjaments quan és amb el seu nou marit, el comandant Riker; també es produeix a les escenes eliminades addicionals de "Star Trek: Nemesis", on és atacada al turboascensor. Finalment, utilitza la mateixa connexió per capgirar la situació del virrei.
Troi és una àvida coneixedora de la xocolata, un fet que és significatiu en diversos episodis, inclòs un en què li explica al comandant Riker com gaudir-ne correctament. A l'episodi "Recorda'm", Beverly Crusher descriu breument Troi al capità Picard per refrescar-li la memòria i esmenta que "li encanta la xocolata". És coneguda per demanar postres amb gust de xocolata al Ten-Forward, i el seu amor per les postres s'esmenta amb freqüència a la sèrie. Parla d'això amb un ambaixador alienígena de visita a "Enllaços", que rep el seu amor per les postres, ja que a la seva cultura no tenen aquest tipus de menjar.
Els episodis amb temàtica de somnis inclouen "Fantasmes", on Troi apareix com un pastís al somni de Data, i a "Terrors Nocturns", els seus somnis ajuden a salvar la nau. Els somnis que un pretendent creu que té sobre ella a "Refugi" es converteixen en un punt important de la trama en aquest episodi.

## Desenvolupament i càsting

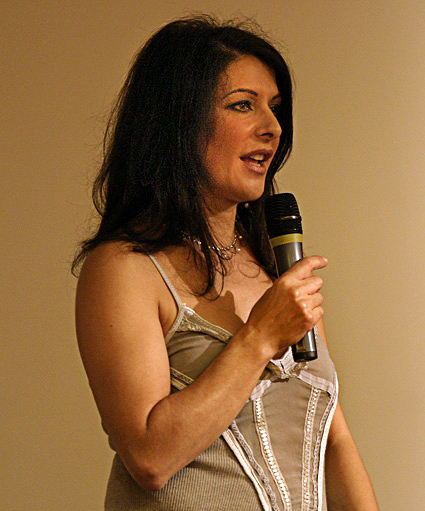
Marina Sirtis interpreta Deanna Troi, una oficial de la Flota Estel·lar mig betazoide que utilitza les seves habilitats telepàtiques per navegar pels seus deures i la seva vida personal.

Marina Sirtis va fer una primera lectura per al paper que es convertiria en Tasha Yar el 1986. Va tenir, en total, cinc lectures, totes amb Gene Roddenberry i altres executius. Roddenberry li va agafar afecte gairebé immediatament. Denise Crosby, que finalment va guanyar el paper de Tasha, va fer una audició per al paper de Deanna Troi. Va dir que Sirtis tenia tenia un toc més "exòtic".
Estava a punt de tornar a casa, endeutada i sense feina, quan va rebre la trucada telefònica que l'avisava que tenia el paper de Deanna Troi. Va dir que hauria perdut la trucada i hauria estat de camí a Anglaterra si hagués estat una hora més tard. El visat de Sirtis caducava aquell dia, i si s'hagués quedat més temps, podria haver tingut problemes legals.
Per a Sirtis, Star Trek va ser el seu primer gran èxit. Abans de Deanna Troi, la seva carrera d'actriu no anava enlloc: "El que ens van dir sobre La nova generació quan vam començar va ser que teníem garantits 26 episodis. Així que va ser la feina més llarga que he tingut mai".

El creador de la sèrie Gene Roddenberry inicialment pretenia que Troi fos "atractiva per als ulls": bonica, sexy i no gaire brillant. També la va conceptualitzar com una dona amb quatre pits, abans que la seva dona li digués que era una mala idea. Abans del rodatge, a Sirtis li van dir que perdés 2,3 quilos, però ella pensava que havia de perdre encara més pes i sovint portava escots pronunciats i vestits ajustats. Després de sis anys, els productors van decidir deixar de banda la Troi "sexy i sense cervell" i convertir-la en un personatge més fort, representada canviant la seva roba per un uniforme estàndard de tripulació: 
| « | Em va emocionar molt quan vaig aconseguir el meu uniforme reglamentari de la Flota Estel·lar... em cobria l'escot i vaig recuperar tot el meu cervell, perquè quan tens escot, no pots tenir cervell a Hollywood... Em van permetre fer coses que no m'havien permès fer durant cinc o sis anys. Vaig anar a equips sobre el terreny, estava a càrrec del personal, tenia fasers, vaig tornar a tenir tot l'equip, i va ser fabulós. Estava absolutament emocionada. | » |

## Recepció

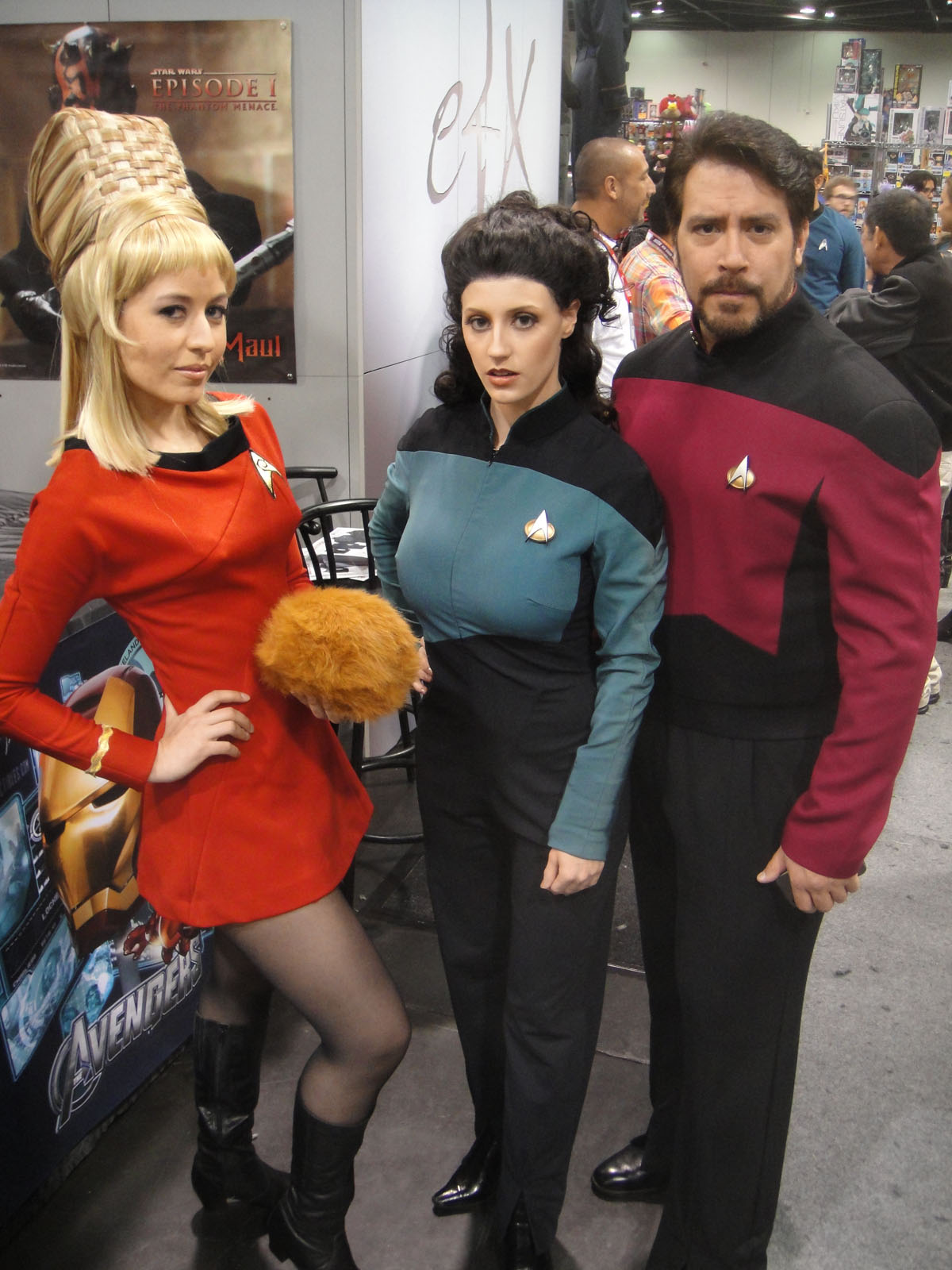
Cosplay de Rand, Troi i Riker

Un crític la va comparar amb Leonard McCoy de la sèrie de televisió original Star Trek. El 2018, CBR va classificar la consellera Troi com el 25è millor personatge de la Flota Estel·lar de Star Trek, el 2018; destaquen el seu paper com a empàtica a bord de l'«Enterprise» 1701-D. El 2017, IndieWire va classificar Troi com el 9è millor personatge de Star Trek: La nova generació.
El 2016, Troi va ser classificada com el 24è personatge més important de la Flota Estel·lar dins de l'univers Star Trek per la revista Wired.
El 2017, Screen Rant va classificar Troi com la 12a persona més atractiva de l'univers Star Trek.
El 2018, CBR ra classificar Troi com el 25è millor membre de la Flota Estel·lar.
El 2019, Troi va ser classificada com el sisè personatge més sexy de Star Trek per SyFy.
El 2020, Tom's Guide va recomanar els episodis de Star Trek: La nova generació "Ménage à Troi", "La cara de l'enemic" i "Sigueu vos mateix" com a exemples dels millors moments d'aquest personatge.
El 2020, SyFy Wire va ser molt positiu sobre la seva actuació a l'episodi "Nepenthe" de Star Trek: Picard, explicant que "Presenta Deanna Troi en el seu millor moment, amb Marina Sirtis en el cim del seu poder".

## Aparicions a la franquícia
A més de ser una habitual a La nova generació i les seves pel·lícules, Deanna Troi apareix en tres episodis de Star Trek: Voyager ("Pathfinder," "Life Line," i "Inside Man") juntament amb Reginald Barclay, i a l'episodi final de Star Trek: Enterprise, "These Are the Voyages...," amb William Riker.
Troi apareix a l'episodi "Nepenthe" de la primera temporada de Star Trek: Picard, ambientat vint anys després de Nemesis, on està casada amb Riker i tenen dos fills, en Thad i la Kestra. La Deanna i el seu marit donen una càlida benvinguda a Jean-Luc Picard i a la seva companya androide, la Soji, quan visiten la casa dels Riker. Deanna i Will estan retirats de la Flota Estel·lar, tot i que es descriu Will com a "reserva activa".
Deanna apareix de manera recurrent a la primera meitat de la tercera temporada, que inclou salts enrere de la seva maternitat. Més tard es revela que va ser segrestada pels antagonistes de la temporada i es retroba amb Riker, que havia caigut en una crisi existencial després de la mort d'en Thad i havia de separar-se temporalment d'ella per obtenir ajuda externa de Picard. Parlen dels seus problemes matrimonials durant la seva detenció, adonant-se que la seva relació s'havia convertit en una de codependència tòxica i anhel d'aventura. La tripulació de l'"Enterprise" es reuneix amb la parella a bord d'una nova encarnació de l'"USS Titan" després que Worf els rescati.
Troi apareix al final de la primera temporada de la sèrie animada "Star Trek: Lower Decks", ambientada un any després dels esdeveniments de "Nemesis".